# Gignac (Lot)
Gignac is een gemeente in het Franse departement Lot (regio Occitanie) en telt 562 inwoners (1999). De plaats maakt deel uit van het arrondissement Gourdon. In de gemeente ligt spoorwegstation Gignac - Cressensac.

## Geografie
De oppervlakte van Gignac bedraagt 39,8 km², de bevolkingsdichtheid is 14,1 inwoners per km².
De onderstaande kaart toont de ligging van Gignac (Lot) met de belangrijkste infrastructuur en aangrenzende gemeenten.

## Demografie
Onderstaande figuur toont het verloop van het inwonertal (bron: INSEE-tellingen).